# 米哈伊尔·比留科夫
米哈伊尔·谢尔盖耶维奇·比留科夫（俄語：Михаил Сергеевич Бирюков，1992年4月28日—2019年10月4日）是一名已故俄羅斯籍網球運動員，在2013年10月7日取得個人單打排名新高的292名，而最高雙打排名則是536名，在2014年3月17日取得。他是四次世界現代五項錦標賽冠軍運動員伊琳娜·基谢廖娃之子。
他在2010年8月代表俄羅斯參加在新加坡舉行的2010年夏季青年奧林匹克運動會網球比賽，與維克托·巴盧達組成雙打組合並贏得雙打比賽銀牌，以6–3, 6–1擊敗奧利弗·戈爾丁和吉力·維斯利。
2019年10月4日，他在莫斯科自殺離世，享年27歲。

## 青年組大滿貫決賽
下述資訊一概出自ITF官方網站的記載。

### 雙打：1
| 賽果 | 年份 | 賽事 | 地面 | 拍擋     | 對手                       | 比分     |
| ---- | ---- | ---- | ---- | -------- | -------------------------- | -------- |
| 負   | 2009 | 澳網 | 硬地 | 内山靖崇 | 謝政鵬 弗朗西斯·阿尔坎塔拉 | 4–6, 2–6 |

## 外部連結
- 米哈伊尔·比留科夫（英文/西班牙文）的官方資料